# Alianza Nacional de Fuerzas Democráticas
La Alianza Nacional de Fuerzas Democráticas (ANFD) fue una organización transversal creada en octubre de 1944, durante los primeros años del franquismo, por organizaciones políticas y sindicales españolas ideológicamente diversas (republicanas, socialistas y libertarias) que tenían en común haber luchado en el bando republicano durante la Guerra Civil. Su objetivo fundacional era acabar con la Dictadura franquista y restablecer la democracia. 

## Historia

### Constitución
Tanto los socialistas como los libertarios rechazaron rotundamente la propuesta del PCE de integrarse en la Unión Nacional Española y fue precisamente la oposición a la hegemonía que pretendían imponer los comunistas así como la lucha común contra la Dictadura franquista lo que propició el acercamiento de los dos movimientos que habían estado enfrentados durante la República y buena parte de la guerra civil. Así en el otoño de 1943 representantes del Movimiento Libertario y del PSOE iniciaron las conversaciones destinadas a crear un organismo unitario de la izquierda no comunista, que estuviera abierto a otras fuerzas antifranquistas de centro. En febrero de 1944 un pleno de los comités regionales de la CNT, la organización principal del Movimiento Libertario, respaldó las conversaciones al aprobar mantener la «posición colaboracionista».

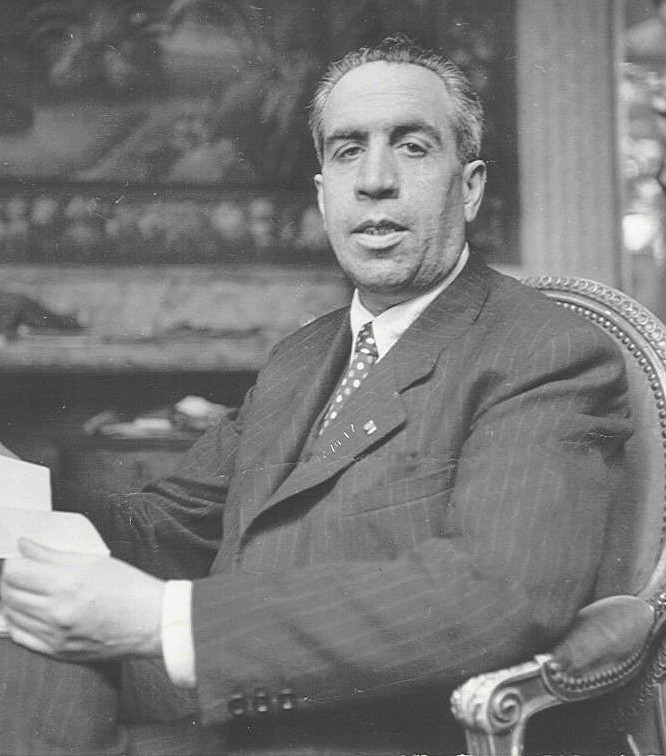
Rafael Sánchez-Guerra uno de los fundadores del Comité Nacional Republicano que participó en el nacimiento de la ANFD.

A las conversaciones entre socialistas y libertarios se sumaron políticos republicanos de Izquierda Republicana, Unión Republicana y Partido Republicano Federal integrados en el llamado Comité Nacional Republicano fundado y encabezado por Rafael Sánchez-Guerra y Régulo Martínez. El acuerdo entre las tres partes se alcanzó en junio de 1944 aunque no se hizo público hasta octubre. En el manifiesto fundacional el «accidentalismo» de los libertarios sobre la forma de gobierno —cuando no el abierto rechazo a la República que los había perseguido tan duramente— se resolvió recurriendo a la expresión «orden republicano» para referirse a la Segunda República.
El objetivo de la ANFD era la formación de un gobierno provisional que restableciera las libertades democráticas y convocara elecciones generales. Para atraerse el apoyo de los aliados se estableció el compromiso de que el nuevo gobierno adheriría España a la Carta del Atlántico. Sin embargo, en el manifiesto se ocultó el acuerdo secreto alcanzado entre las tres fuerzas firmantes de que daban por superada la Constitución de 1931 y que tras el derrocamiento de la dictadura franquista se abriría un proceso constituyente, lo que significaba que los libertarios habían conseguido imponer finalmente su rechazo a la Segunda República. Así pues, la Alianza Nacional de Fuerzas Democráticas, de la que también quedaron excluidos los socialistas «negrinistas», se mostró dispuesta a pactar con las fuerzas monárquicas el restablecimiento de la democracia sin poner como condición la restauración de la República.
Para dirigir la ANFD se creó un consejo nacional presidido por el republicano Régulo Martínez, que hacía pocos meses que había salido de la cárcel, y del que también formaban parte el socialista Juan Gómez Egido y el libertario Sigfrido Catalá.
La ANFD no incluyó al conjunto de la oposición antifranquista pues quedaron fuera los comunistas —los contactos mantenidos con el PCE no fructificaron— y los nacionalistas catalanes, vascos y gallegos. Este hecho sumado a que carecía del apoyo expreso de una potencia extranjera —a pesar de que los comunistas dijeron que la ANFD había sido creada por la embajada británica en Madrid para hacer frente a la Unión Nacional Española del PCE—, supuso que la ANFD no fuera «lo suficientemente fuerte para provocar un cambio de la situación interna del país».

### Negociaciones con los monárquicos
Las victorias aliadas estaban cambiando la posición internacional del régimen franquista por lo que ciertos sectores monárquicos que hasta entonces lo habían apoyado iniciaron los contactos con representantes de la ANFD, especialmente con los libertarios que eran los más proclives a aceptar la monarquía. Así el secretario político de CNT Manuel Fernández se entrevistó con Gregorio Marañón, y el presidente Régulo Martínez, con un representante de José María Gil Robles y otro de la CEDA, con el financiero Juan March, con el embajador español en Roma José Antonio Sangróniz y con el secretario del nuncio y con miembros de la jerarquía católica. Pero los conversaciones más importantes fueron las que mantuvieron los tres miembros del comité nacional de la ANFD con los generales monárquicos Aranda, Kindelán, Saliquet y Alfonso de Orleáns y Borbón, durante los últimos meses de 1944 y en las que hablaron sobre qué tipo de régimen sustituiría al franquista más que sobre la forma de derribarlo ya que las dos partes estaban convencidas de que no sobreviviría a la inminente victoria aliada en la guerra.
Los generales pretendían que las fuerzas representadas en la ANFD aceptaran la restauración de la monarquía sin pasar antes por fórmulas intermedias y sin que hubiera un referéndum sobre la forma de gobierno, algo que los libertarios podrían asumir pero no los republicanos y los socialistas, lo que condujo a un callejón sin salida a las negociaciones. Pero el fracaso final de las mismas se debió sobre todo a la oleada de detenciones que llevó a cabo la policía franquista a finales de 1944 y principios de 1945. En la noche del 21 al 22 de diciembre, gracias a la delación de un confidente de la policía, fueron detenidos el presidente de la ANFD Régulo Martínez y otros miembros del comité directivo de la ANFD y del Comité Nacional Republicano, así como destacados monárquicos que habían mantenido contactos con aquellos, como Gregorio Marañón, Cándido Casanueva y Gorjón y el consejero político del general Aranda. En marzo de 1945 fueron detenidos Sigfrido Catalá, representante libertario en la junta de la ANFD, y otros miembros del comité nacional del Movimiento Libertario. Casi al mismo tiempo cayó toda la ejecutiva del PSOE del interior, incluidos Juan Gómez Ejido, presidente y representante socialista en la junta de la ANFD, y Sócrates Gómez, secretario general, así como un número importante de militantes de base.
Los monárquicos detenidos y los de las organizaciones de la ANFD no recibieron el mismo trato.  Así cuando el 9 de enero de 1947 se celebró el consejo de guerra contra los dirigentes de la ANFD, los monárquicos que habían participado en las conversaciones ni siquiera fueron llamados a declarar y cuando la defensa propuso como testigo al general Aranda, éste no acudió porque precisamente el día anterior había sido desterrado a las Baleares —otro general llamado por la defensa recibió la orden de alegar motivos de salud para no presentarse—. Los acusados fueron condenados a penas de cárcel, entre cuatro y doce años —Sigfrido Catalá en un juicio anterior por su pertenencia a CNT había sido condenado a muerte—.
En mayo de 1945 la institución se constituía también en Cataluña, con la participación de buena parte de las organizaciones nacionalistas y el Partido Obrero de Unificación Marxista, lo que catalizaría en la organización en diciembre del Consejo Nacional de la Democracia Catalana. De todas formas, una vez pasaron los primeros años desde la Segunda Guerra Mundial, la esperanza de que los aliados ayudaran a derribar también la dictadura franquista se desvaneció.